# Paradipus ctenodactylus
El jerbo de dedos en peine (Paradipus ctenodactylus) es una especie de roedor miomorfo de la familia Dipodidae. Es la única especie de su género.
Se encuentra en el desierto de Karakum y el desierto de Kavir, en Irán, Kazajistán, Turkmenistán, y Uzbekistán.
Debe su nombre común a los flecos de pelo hirsuto que aumentan la superficie del pie se aplica al suelo. Es de apariencia y hábitos similares al jerbo de pies peludos (Dipus sagitta), pero tiene las orejas de mayor tamaño y su madriguera no tiene habitualmente salidas de emergencia y no está cerrada con arena.